# Ferreiros (kommun)
Ferreiros är en kommun i Brasilien.   Den ligger i delstaten Pernambuco, i den östra delen av landet, 1 700 km nordost om huvudstaden Brasília. Antalet invånare är 11 437.
Omgivningarna runt Ferreiros är en mosaik av jordbruksmark och naturlig växtlighet. Runt Ferreiros är det ganska tätbefolkat, med 100 invånare per kvadratkilometer.